# 萧谦中
萧谦中（1883年—1944年），名萧愻，字谦中，号大龙山樵。安徽怀宁人。中国山水画家。
早年从同乡名画家姜筠（1847年-1919年）学画。为开拓心胸视野行万里路，从西南到东北，遍游名山大川。
1921年到北京，在古都的历代名作资源中涉猎吸收，于前贤画作多有会心，服膺石涛、龚贤、梅清，而尤乐以龚半千为法。其山水画气势雄浑，意境深幽，表现手法甚为优美，画境重叠饱满而又富有层次，精致凝练，夺人眼目。
与金城、周肇祥、陈师曾等创建中国画学研究会，亦曾任教于国立北京美术专门学校。
除画作之外，还出版过《萧龙樵山水精品二十四帧》、《课徒画稿》等作品。